# Pare (Sprache)
Pare (Eigenbezeichnung Kipare, auch Asu, Chasu, Athu oder Chathu genannt) ist eine Bantusprache, die in Tansania von einer halben Million Menschen gesprochen wird. 
Die Sprecher nennen sich Pare (Wapare) und leben im Pare-Gebirge in der Umgebung des Kilimandscharo. Die meisten sprechen Swahili als Zweitsprache, einige auch Englisch.
Pare gehört zur Guthrie-Zone G20 und ist mit dem Taveta eng verwandt.